# دوروثي كارتر
دوروثي كارتر (بالإنجليزية: Dorothy Carter)‏ هي موسيقية أمريكية، ولدت في 1935، وتوفيت في 7 يونيو 2003.

## وصلات خارجية
- دوروثي كارتر على موقع أرشيف الشارخ.
- دوروثي كارتر على موقع ميوزك برينز (الإنجليزية)
- دوروثي كارتر على موقع ديسكوغز (الإنجليزية)